# Babka przezroczysta
Babka przezroczysta (Aphia minuta) – gatunek ryby z rodziny babkowatych (Gobiidae).

## Występowanie
Atlantyk od Trondheim po Maroko oraz Morze Śródziemne, Morze Czarne i Morze Azowskie.
Gatunek pelagiczny, występuje w wodach o temperaturze 13–16 °C na głębokości 0–97 m (zazwyczaj 5–80 m), w pobliżu brzegów, w ujściach rzek, nad dnem piaszczystym, mulistym lub ponad roślinnością.

## Cechy morfologiczne
Osiąga 7,9 cm długości. Wzdłuż linii bocznej 18–25 łusek, 26–28 kręgów. W płetwach grzbietowych 4–6 twardych i 11–13 miękkich promieni, w płetwie odbytowej 1 twardy i 11–15 miękkich promieni. W płetwach piersiowych 15–19 promieni. Płetwy grzbietowe i odbytowa u samców dłuższe niż u samic.
Ciało czerwonawe, przezroczyste, u podstawy płetw oraz na głowie występują chromatofory.

## Odżywianie
Żywi się zooplanktonem, w szczególności widłonogami, larwami wąsonogów oraz lasonogami.

## Rozród
Dojrzewa płciowo po roku. Trze się wiosną i latem od III do VIII, dwa razy w ciągu roku, prawdopodobnie podejmuje w tym czasie wędrówki w głębsze wody. Ikra, gruszkowatego kształtu jest składana do pustych, dwuklapowych muszli. Tarlaki po tarle giną.

## Znaczenie
Posiada znaczenie w rybołówstwie.